# 88e régiment de marche
Pour les articles homonymes, voir 88e régiment.
Le 88e régiment d'infanterie de marche (ou 88e régiment de marche) est un régiment d'infanterie français. Il est connu pour avoir fraternisé avec les Parisiens le 18 mars 1871, déclenchant ainsi la révolution de la Commune de Paris.

## Création et différentes dénominations
- 1er février 1871 : formation du 88e régiment d'infanterie de marche
- 1er avril 1871 : licencié

## Historique
Le régiment est formé le 1er février 1871 au camp de Saint-Médard, près de Bordeaux, à trois bataillons à six compagnies,. Il amalgame la 11e compagnie de dépôt du 7e régiment d'infanterie de ligne, un détachement du 20e régiment d'infanterie de ligne, un détachement et la 8e compagnie de dépôt du 25e régiment d'infanterie de ligne, un détachement du 38e régiment d'infanterie de ligne, un détachement du 41e régiment d'infanterie de ligne, un détachement du 44e régiment d'infanterie de ligne, un détachement du 54e régiment d'infanterie de ligne, un détachement du 69e régiment d'infanterie de ligne, un détachement du 71e régiment d'infanterie de ligne, la 5e compagnie de dépôt du 73e régiment d'infanterie de ligne, la 2e et 3e compagnies de dépôt du 96e régiment d'infanterie de ligne et un détachement du 97e.
Créé après l'armistice de la guerre franco-allemande, le 88e de marche est envoyé à Paris début mars, affecté à la division Susbielle. Envoyés sous le commandement du lieutenant-colonel Moret saisir les canons de la Garde nationale à Montmartre, les soldats du 88e fraternisent avec les communards en mettant crosse en l'air. Les mutins rejoignent ensuite les insurgés. Le régiment est licencié le 1er avril.

## Personnalités ayant servi au sein du régiment
- Galdric Verdaguer